# Ali Farzat
Ali Farzat (ur. 22 czerwca 1951) – syryjski karykaturzysta polityczny.

## Wyróżnienia
W 2011 roku został uhonorowany Nagrodą Sacharowa.